# 夏威夷阿利伊努伊
夏威夷阿利伊努伊是12世纪—18世纪夏威夷岛（又称“大岛”）的最高统治者，有时称为“国王”或“莫伊”。“阿利伊”是夏威夷王国建立前的统治阶级。

## 列表
- 皮利卡阿伊埃阿（英语：Pilikaʻaiea）（1110年—1130年）
- 库科侯（英语：Kukohou）（1130年—1150年）
- 卡尼乌胡（英语：Kaniuhu）（1150年—1180年）
- 卡尼帕胡（英语：Kanipahu）（1180年—1210年）
- 卡玛伊奥莱（英语：Kamaiole）（1245年—1250年），篡夺卡尼帕胡的政权，被卡拉帕纳废黜
- 卡拉帕纳（英语：Kalapana of Hawaiʻi）（1250年—1270年）
- 卡哈伊毛埃雷阿（英语：Kahaimoelea）（1270年—1300年）
- 卡劳努伊奥胡阿（英语：Kalaunuiohua）（1300年—1345年）
- 库阿伊瓦（英语：Kuaiwa）（1345年—1375年）
- 卡侯卡普（英语：Kahoukapu）（1375年—1405年）
- 考霍拉努伊马胡（1405年—1435年）
- 基哈努伊卢卢莫库（1435年—1460年）
- 利洛阿（英语：Līloa）（1460年—1480年）
- 哈考（1480年—1490年）

至此，统治系谱未曾中断。哈考为利洛阿的长子与指定继承人，但被利洛阿的次子乌米-阿-利洛阿推翻；但利洛阿的世袭血统仍未中断并持续延续。  
- 乌米-阿-利洛阿（英语：Umi-a-Liloa）（1490年—1525年）
- 凯利伊奥卡洛阿（英语：Keliʻiokaloa）（1525年—1545年）
- 凯阿韦努伊-阿-乌米（1545年—1575年）
- 凯基拉尼（英语：Kaikilani）（女，1575年—1605年）
- 凯阿凯拉尼·卡内（英语：Keākealanikāne）（1605年—1635年）
- 凯阿卡马哈娜（英语：Keakamahana）（女，1635年—1665年）
- 凯阿凯拉尼瓦希尼（英语：Keākealaniwahine）（女，1665年—1695年）
- 凯阿韦伊凯卡希阿利伊奥卡莫库（英语：Keaweʻīkekahialiʻiokamoku）（1695年—1725年），与同母异父的妻子卡拉尼考莱莱伊维（英语：Kalanikauleleiaiwi）共同统治

利洛阿的世袭血统被篡位者阿拉帕伊努伊所中断。  
- 阿拉帕伊（英语：Alapaʻi）（1725年—1754年），为凯阿韦伊凯卡希阿利伊奥卡莫库的侄子，篡夺其子的政权
- 凯阿韦奥帕拉（英语：Keaweʻōpala）

篡位血统在凯阿韦奥帕拉战死后结束，其子与继承人卡拉伊马诺卡霍欧瓦哈幸存，并迎接詹姆斯·库克船长的到来。利洛阿的世袭血统由凯阿韦伊凯卡希阿利伊奥卡莫库的孙子卡拉尼欧普乌重新延续。  
- 卡拉尼欧普乌（英语：Kalaniʻōpuʻu）
- 基瓦拉奥（英语：Kīwalaʻō）（1782年4月—1782年7月），为卡乌地区的阿利伊

卡拉尼欧普乌的血统在基瓦拉奥被卡美哈梅哈一世的军队击杀后终止。  
- 卡美哈梅哈一世